# La mia babysitter è un vampiro (serie televisiva)
La mia babysitter è un vampiro (My Babysitter's a Vampire) è una serie televisiva canadese basata sull'omonimo film per la TV creata da Fresh TV. In Canada, la première è avvenuta in francese il 28 febbraio 2011 su Télétoon e in inglese il 14 marzo 2011 su Teletoon. Negli Stati Uniti d'America la prima TV è avvenuta su Disney Channel 27 giugno 2011. Una seconda stagione fu confermata col via della produzione nel settembre 2011; originalmente era stata annunciata da Vanessa Morgan sul suo account personale e ufficiale Twitter ed è stata messa in onda su Teletoon nel corso del 2012.
La sigla è Girl Next Door eseguita dai Copperpot e scritta da Jarrett Randazzo.

## Trama
La serie segue le avventure di una geniale matricola chiamata Ethan Morgan (Matthew Knight), un profeta che ha delle visioni quando tocca qualcosa di paranormale, del suo migliore amico Benny (Atticus Mitchell), un maestro d'incantesimi, e della sua babysitter vampira Sarah (Vanessa Morgan), che ha a che fare con forze soprannaturali come zombi, demoni, fantasmi, lupi mannari, streghe e altre creature che attaccano il loro liceo. Sono spesso aiutati da Rory (Cameron Kennedy), il loro amico un po' strano che è trasformato in vampiro nel film pilota, ed Erica (Kate Todd), la migliore amica di Sarah, che diventa anch'essa un vampiro nel film.

## Personaggi e interpreti

### Principali
- Ethan Morgan (Matthew Knight): è un po' nerd, ma non manca di abilità sociali. È coraggioso, leale e sarcastico. Il più delle volte è capito solo da Benny. Ethan è un profeta avente il potere di vedere attraverso il contatto fisico e si affida a questo dono per sconfiggere il soprannaturale, ma continua ad allenarlo per imparare al meglio come funziona e come utilizzarlo al meglio nella sua vita. Ama Sarah e più volte tenta di fare il romantico, o cerca di chiederle di uscire,però senza mai riuscire a conquistarla o ad avere coraggio nel chiederglielo o ad ottenere un "si" come risposta.
- Sarah (Vanessa Morgan): cerca di evitare di bere sangue umano, ma per salvare Ethan diventerà un vampiro completo; è molto leale con i suoi amici e cerca sempre di non deluderli. Nella seconda stagione, uscirà con Ethan, ma non andrà molto bene. Più tardi però si innamorerà di lui.
- Benny Weir (Atticus Mitchell[1]): è il miglior amico di Ethan. Ha una conoscenza molto ampia dei film di fantascienza, dei fumetti e dei videogiochi. Benny è un maestro di incantesimi, diventato tale grazie all'aiuto della nonna (che è una ninfa della terra e custodisce il libro delle magie dal giorno in cui è nata). La magia di Benny è, nella migliore delle ipotesi, confusionaria e lui "combatte" per usarla nel modo più efficace. Ha una cotta per Erica, come il suo amico Rory.
- Rory (Cameron Kennedy): è un amico di Benny e Ethan  trasformato in vampiro che si crogiola alla novità. Quando era umano, Rory era (e certe volte ancora è) un "secchione". È considerato molte volte più immaturo di Ethan e Benny ed è abbastanza imbecille, anche se dolce e sincero. È senza scrupoli e si auto-coinvolge nelle avventure degli amici. Come Benny, ha una cotta per Erica e una volta è riuscito anche a baciarla visto che Erica non aveva niente di meglio da fare.
- Erica (Kate Todd): è la migliore amica di Sarah e una vampira che, come Rory, veste il ruolo gioiosamente e senza molti pensieri sulle implicazioni morali. Erica era una nerd molestata prima della sua trasformazione nello stereotipo del vampiro sexy. Le piace il potere che ha su Benny e Rory (a causa della cotta che questi ultimi hanno per lei) e su qualunque maschio che incontri. Anche se di solito è presuntuosa e manipolatrice, mostra un grande affetto per Sarah. Cerca sempre di tenere d'occhio gli umani per ottenere la cosa che desidera di più, il loro sangue.

### Secondari
- Samantha Morgan (Laura DeCarteret) è la madre di Jane ed Ethan.
- Ross Morgan (Ari Cohen) è il padre di Jane ed Ethan.
- Nonna (Joan Gregson) è la nonna di Benny ed è una Sibilla della Terra[8].
- Jane Morgan (Ella Jonas Farlinger) è la sorella di Ethan di 8 anni, manipolatrice ma di buon cuore.
- Preside Hicks (Hrant Alianak) è il preside della Whitechapel High School.

## Episodi
| Stagione         | Episodi | Prima TV originale | Prima TV Italia |
| ---------------- | ------- | ------------------ | --------------- |
| Prima stagione   | 13      | 2011               | 2011            |
| Seconda stagione | 13      | 2012               | 2012            |

## Film
L'omonimo film per la televisione da cui è tratta la serie è andato in onda il 9 ottobre 2010 su Teletoon. La versione francese del film è andato in onda sulla controparte del canale nella seconda lingua ufficiale del Canada, Télétoon, il 16 ottobre 2010. La première negli Stati Uniti è avvenuta su Disney Channel il 10 giugno 2011. Il 3 ottobre e il 29 ottobre 2011 è stato trasmesso su Disney Channel rispettivamente nel Regno Unito e in Italia.

## Accoglienza

### Premi
| Anno | Gruppo                          | Premio                                                                                            | Risultato | Destinatario/i                                                                                |
| ---- | ------------------------------- | ------------------------------------------------------------------------------------------------- | --------- | --------------------------------------------------------------------------------------------- |
| 2011 | Gemini Award                    | Migliore mini serie o film TV drammatico                                                          | Nominato  | N/D                                                                                           |
| 2011 | Gemini Award                    | Migliore performance di un attore in un ruolo di supporto in un programma o mini serie drammatico | Nominato  | Atticus Mitchell                                                                              |
| 2011 | Directors Guild of Canada Award | Migliore regia in un film televisivo o mini serie                                                 | Nominato  | Bruce McDonald                                                                                |
| 2011 | Directors Guild of Canada Award | Miglior design di produzione in un film televisivo o mini serie                                   | Nominato  | Ingrid Jurek                                                                                  |
| 2011 | Directors Guild of Canada Award | Miglior montaggio del suono in un film televisivo o mini serie                                    | Nominato  | Robert Hegedus, Marvyn Dennis, Kevin Howard, Mark Beck, Gren-Erich Zwicker e Richard Calistan |

## Trasmissione internazionale
| Stato           | Canale                    | Data                           | Titolo                                                |
| --------------- | ------------------------- | ------------------------------ | ----------------------------------------------------- |
| Canada          | Teletoon Télétoon         | 9 ottobre 2010 16 ottobre 2010 | My Babysitter's a Vampire Ma gardienne est un vampire |
| Stati Uniti     | Disney Channel            | 10 giugno 2011                 | My Babysitter's a Vampire                             |
| Paesi Bassi     | Disney Channel            | 23 settembre 2011              | My Babysitter's a Vampire                             |
| Regno Unito     | Disney Channel            | 3 ottobre 2011                 | My Babysitter's a Vampire: The Movie                  |
| Bulgaria        | Disney Channel            | 8 ottobre 2011                 | Бавачката ми е вампир                                 |
| Rep. Ceca       | Disney Channel            | 8 ottobre 2011                 | Moje chůva upírka                                     |
| Ungheria        | Disney Channel            | 8 ottobre 2011                 | Vámpírunk a gyerekcsősz                               |
| Polonia         | Disney Channel            | 8 ottobre 2011                 | Moja niania jest wampirem                             |
| Spagna          | Disney Channel            | 8 ottobre 2011                 | Mi niñera es un vampiro                               |
| Romania         | Disney Channel            | 8 ottobre 2011                 | Dadaca mea e un vampir                                |
| Turchia         | Disney Channel            | 8 ottobre 2011                 | Bakıcım Bir Vampir                                    |
| Ucraina         | Disney Channel            | 8 ottobre 2011                 | Моя няня — вампір                                     |
| Israele         | Disney Channel            | 29 ottobre 2011                | הבייביסטר שלי היא ערפדית                              |
| Italia          | Disney Channel            | 29 ottobre 2011                | "La mia babysitter è un vampiro"                      |
| Italia          | Frisbee (rete televisiva) | 31 ottobre 2012                | La mia babysitter è un vampiro                        |
| Brasile         | Disney XD                 | 30 ottobre 2011                | Minha Babá è uma Vampira                              |
| Grecia          | Disney Channel            | 30 ottobre 2011                | Η Νταντά - Βαμπίρ                                     |
| Argentina       | Disney XD                 | 30 ottobre 2011                | Mi Niñera es una Vampira                              |
| Bolivia         | Disney XD                 | 30 ottobre 2011                | Mi Niñera es una Vampira                              |
| Cile            | Disney XD                 | 30 ottobre 2011                | Mi Niñera es una Vampira                              |
| Colombia        | Disney XD                 | 30 ottobre 2011                | Mi Niñera es una Vampira                              |
| Costa Rica      | Disney XD                 | 30 ottobre 2011                | Mi Niñera es una Vampira                              |
| Ecuador         | Disney XD                 | 30 ottobre 2011                | Mi Niñera es una Vampira                              |
| Messico         | Disney XD                 | 30 ottobre 2011                | Mi Niñera es una Vampira                              |
| Panama          | Disney XD                 | 30 ottobre 2011                | Mi Niñera es una Vampira                              |
| Perù            | Disney XD                 | 30 ottobre 2011                | Mi Niñera es una Vampira                              |
| Rep. Dominicana | Disney XD                 | 30 ottobre 2011                | Mi Niñera es una Vampira                              |
| Venezuela       | Disney XD                 | 30 ottobre 2011                | Mi Niñera es una Vampira                              |
| Danimarca       | Disney Channel            | 31 ottobre 2011                | Min barnepige er en vampyr                            |
| Svezia          | Disney Channel            | 31 ottobre 2011                | Min barnvakt är en vampyr                             |
| Francia         | Canal J                   | 28 febbraio 2012               | Ma Baby-sitter est un vampire                         |